# Stirojoppa
Stirojoppa är ett släkte av steklar. Stirojoppa ingår i familjen brokparasitsteklar.
Kladogram enligt Catalogue of Life:
| Stirojoppa | \| \| Stirojoppa thoracica \| \| \| \| \| \| Stirojoppa violaceipennis \| \| \| \| |
|            | \| \| Stirojoppa thoracica \| \| \| \| \| \| Stirojoppa violaceipennis \| \| \| \| |
|            | Stirojoppa thoracica                                                               |
|            |                                                                                    |
|            | Stirojoppa violaceipennis                                                          |
|            |                                                                                    |